# Occitanie
 Denne artikel omhandler den nuværende franske region. For det historiske område, se Occitanien.
Occitanie (tidligere Languedoc-Roussillon-Midi-Pyrénées) er en af de nye regioner, der blev oprettet pr. 1. januar 2016. Den er en fusion af regionerne Languedoc-Roussillon og Midi-Pyrénées.
Navnet Occitanie blev endeligt vedtaget ved et dekret i september 2016.